# Södra Lundtjärnen
Södra Lundtjärnen är en sjö i Härryda kommun i Västergötland och ingår i Göta älvs huvudavrinningsområde. De har redovisade koordinaterna pekar dock på en namnlös sjö strax söder om den egentliga Södra Lundtjärnen.